# 편두 (풍습)
편두(扁頭)는 원시사회에서 행해졌던 두개변형(頭蓋變形)의 일종이다. 두개골을 의도적으로 변형시키는 신체변형 풍습의 한 형태로, 이는 유아 시기에 머리에 힘을 가하여 두개골을 변형된 모습으로 성장시킨다. 그 형태로는 평평한 모양, 길쭉한 모양(두 개의 나무 조각을 묶어서 누르는 방식), 둥근 모양(천으로 묶음), 원뿔형 모양 등 으로 다양하다. 아시아, 유럽, 아프리카, 아메리카 등에서 널리 행해졌던 풍습으로 일부 지역에서는 20세기 초까지 행해지기도 하였다.

## 한국
『삼국지(三國志)』 위서 동이전에 전해지는 진한의 풍습으로 “어린 아이가 출생하면 곧 돌로 그 머리를 눌러서 납작하게 만들기 때문에 지금의 진한사람의 머리는 모두 납작하다.”라고 기록되어 있다. 이에 대한 고고학 자료로는 경상남도 김해시 예안리(禮安里)에서 발견된 가야 고분군으로 4세기대의 목곽묘인 예안리 85호와 99호 고분에서 10 예(例)의 변형 두개골이 보고되었다. 모두 일반 여성으로 추정되며, 앞이마가 후퇴해 있는 현상을 보여주어 앞이마를 돌로 눌러 편두를 하였을 가능성이 제기되었다. 이들 두개골의 머리둘레는 50㎝ 정도에 지나지 않을 정도로 한국인의 정상적인 머리둘레인 57.5㎝보다 매우 작다. 따라서 과거 삼한과 그 후의 국가, 특히 가야 인근에서 편두 풍습이 활발히 행하여진 것으로 보인다.

## 유라시아
박트리아, 소그디아, 훈족 등을 통해 전해진 편두는 중앙아시아와 유럽의 유목민족을 중심으로 널리 확산되었다. 이 민족들에게서 편두는 귀족층과 여성 등에 국한되었다. 서기 300~600년) 에 훈족 등 유목민족이 통치했던 동게르만 부족이 이 관습을 받아들였으며 여성에게만 국한되었다. 서부 게르만 부족에서는 인공 두개골 변형이 거의 발견되지 않았다.
20세기에 유럽에서 아기의 머리를 묶는 풍습은 비록 그 당시에는 사라졌지만 여전히 프랑스에 남아 있었고, 러시아 서부, 코카서스, 스칸디나비아의 사미족에서도 발견되었다. 툴루즈(프랑스) 지역에서는 이러한 두개골 변형이 20세기 초까지 산발적으로 지속되었다.

## 아메리카
아메리카 대륙에서는 마야, 잉카 그리고 북아메리카 원주민의 특정 부족이 이 관습을 수행했다. 북아메리카에서는 편두 풍습이 알려져 있었는데, 특히 북서부의 치누크족과 남동부의 촉토족 사이에서 그러했다. 일반적인 믿음과는 달리 플랫헤드 인디언(Flathead Indians)으로 알려진 아메리카 원주민 집단이 이러한 관행에 참여했다는 증거는 없다. 촉토족와 같은 남동부 부족과 체할리스 및 누크색 인디언과 같은 북서부 부족을 포함한 다른 부족은 유아의 머리를 요람판에 묶어 머리를 펴는 관행이 있었다. 편두 풍습은 바하마의 루카얀인과 카리브해의 타이노족에서도 있었다.

## 동남아시아
유럽인의 식민지배 이전, 필리핀 중앙 섬의 일부 민족들에서 이마(때로는 머리 뒤)를 펴는 편두가 널리 행해졌다. 이들의 미인 기준은 넓은 얼굴과 움푹 들어간 이마였으며 이상적인 두개골 치수는 길이와 너비가 동일했다. 편두를 할 때는 붕대로 아기의 이마에 묶고 판 뒤쪽에 고정했다.
이 풍습은 1604년 스페인 신부 Diego Bobadilla에 의해 처음 채록되었다. 그는 필리핀 중부 지역에서는 아이들의 머리를 두 개의 판자 사이에 놓고 두개골을 뒤쪽으로 수평으로 편평하게 펴고 이를 아름다움의 표시로 여겼다고 말했다. 다른 역사적 자료에서도 이 관행이 확인되었으며, 이것이 귀족에게만 국한되었는지 여부는 아직 불분명하지만 사회적 지위의 표시로 귀족(투마오)이 수행하는 관행이기도 하다는 사실이 확인되었다.

## 아프리카
아프리카 망베투족은 길쭉한 머리로 만드는 편두 풍습이 있었다. 전통적으로 아기의 머리는 "림폼보(Limpombo)"라는 천으로 단단히 감싸서 독특한 모습으로 변형시켰다. 이러한 관행은 1950년대부터 사라지기 시작했다.

## 같이 보기
- 전족
- 사두증

1. ↑  그러나 신생아의 머리를 돌로 눌러서 납작하게 만들었다는 기록은 예전부터 의문이 많았는데 청나라 때 편찬된 흠정만주원류고는 건륭제가 직접 집필한 <어제삼한정류(御製三韓正謬)>를 인용해 머리를 돌로 누르는 것은 어른도 감내하기 힘든 것인데 하물며 어린아이의 머리를 돌로 누른다는 것은 있을 수 없다고 반박하며 이는 동이족의 풍습을 제대로 알지 못했던 범울종이 제멋대로 기록한 것이라고 반박했다. 건륭제는 만주족의 풍습에 아기가 태어나면 요람을 장만하여 아기를 하늘을 바라보도록 반듯하게 오래 눕혀두는데 그렇게 하면 아기의 머리가 저절로 평평해져서 편두가 된다고 기록했다. 즉, 정말로 신생아의 머리를 돌로 눌러서 편두를 만드는 것이 아니라 신생아를 요람에 오랫동안 하늘을 바라보도록 눕혀서 재웠기 때문에 머리가 평평해졌다는 것이다.